# 雙帶新亮麗鯛
雙帶新亮麗鯛（学名：Neolamprologus bifasciatus），為輻鰭魚綱鱸形目隆頭魚亞目慈鯛科的其中一種，其种加词“bifasciatus”意为“双带的”。分布於非洲剛果共和國的淡水流域，體長可達10公分，棲息在中底層水域，生活習性不明。